# Barrantes
Barrantes è un distretto della Costa Rica facente parte del cantone di Flores, nella provincia di Heredia.
Barrantes comprende 2 rioni (barrios):
- Barrantes
- Ugalde